# Borowa (góra)
Borowa, Góra Czarna (niem. Schwarze-Berg, Schwarzeberg, Schwartzenberg) – szczyt w Sudetach Środkowych o wysokości 853,3 m n.p.m.; najwyższy szczyt Gór Czarnych i całych Gór Wałbrzyskich. Jest również najwyższym (granicznym) punktem w granicach administracyjnych Wałbrzycha oraz Jedliny-Zdroju.

## Opis

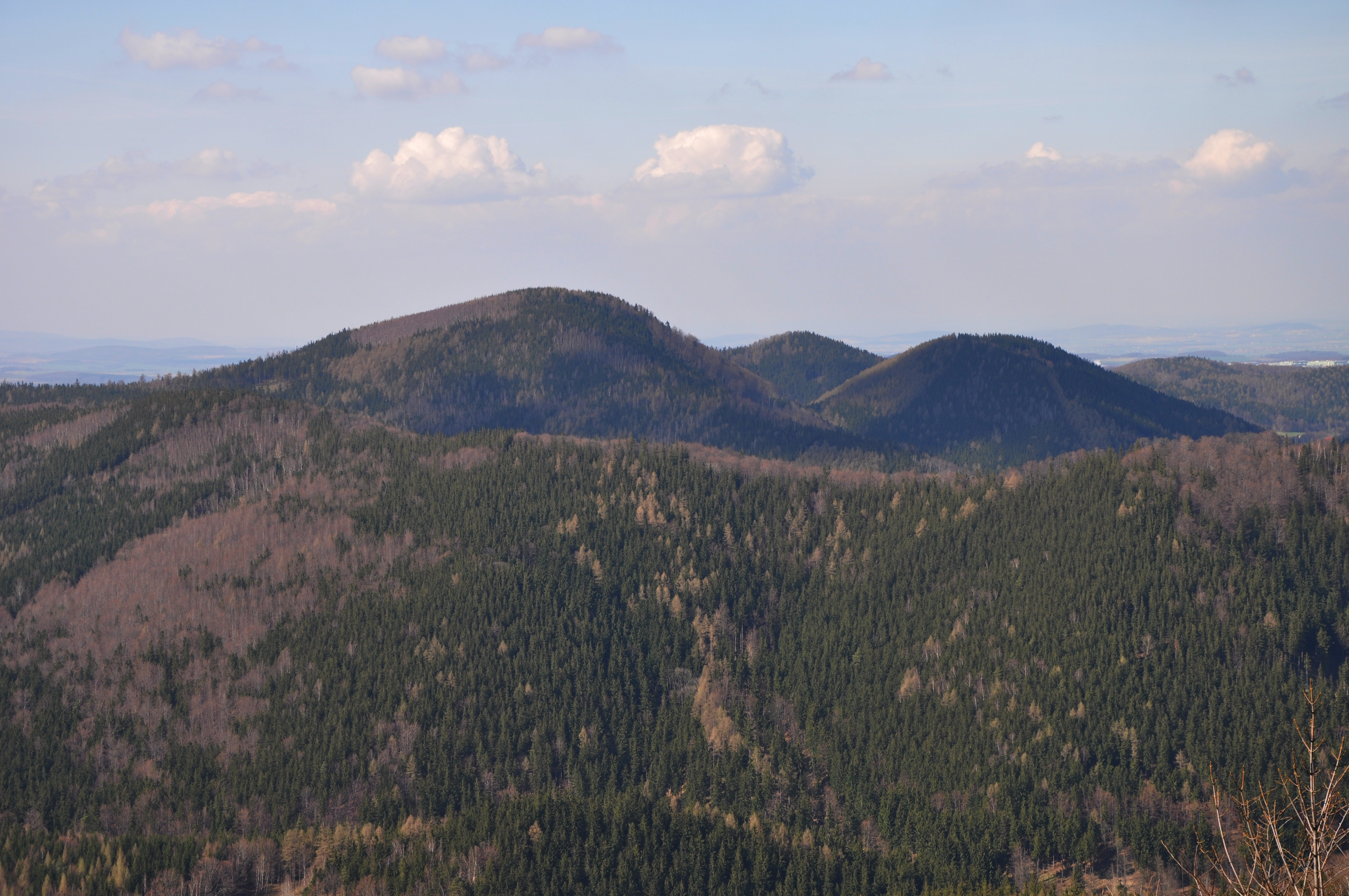
Borowa po lewej i Sucha po prawej, a przed nimi część Rybnickiego Grzbietu – widok z Rogowca

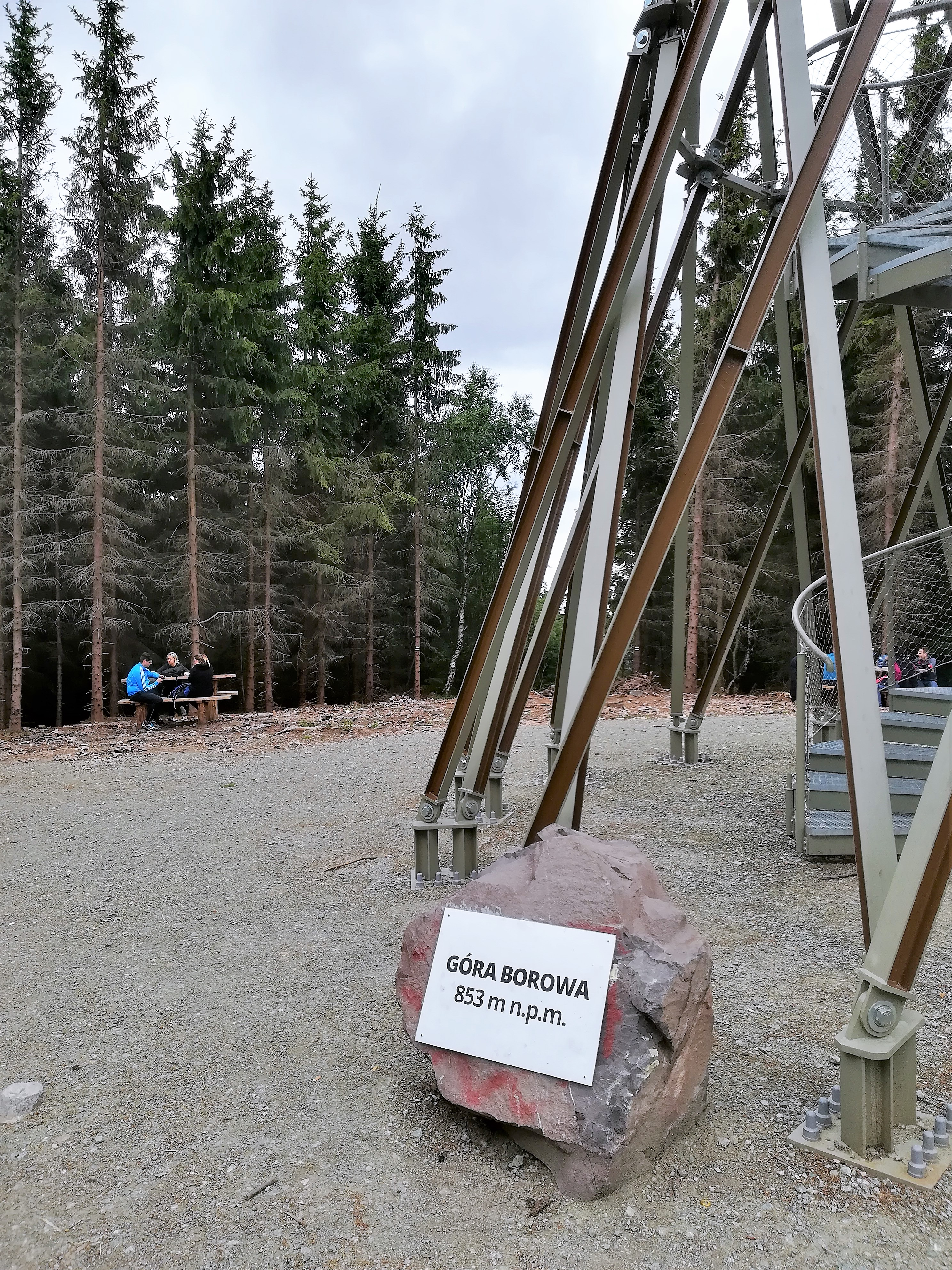
Kamień z tablica informacyjną oraz wejście na wieżę widokową

Borowa, jak większość najwyższych szczytów Gór Wałbrzyskich, jest wyraźną kulminacją – ma dużą wysokość względną i strome stoki; przez to wydaje się wyższa niż w rzeczywistości, zaś dzięki swoim trapezoidalnym kształtom jest łatwo rozpoznawalna od strony Kotliny Wałbrzyskiej oraz Pogórza Wałbrzyskiego (od strony północnej, północno-zachodniej). Stanowi jedną z dominant krajobrazowych w okolicy, choć nie tak wyraźną jak pobliski Chełmiec.
W drugiej połowie XX wieku na szczycie stała drewniana wieża triangulacyjna. Składała się z dwóch części: pomostu dla obserwatora i stanowiska dla teodolitu. Nie wiadomo, kiedy została rozebrana.
Góra zbudowana jest ze skał wylewnych – czerwonych ryolitów (potocznie nazywanych porfirami) oraz ich tufów i ciemnych trachybazaltów (znanych też jako melafiry), będących świadectwem dawnej działalności wulkanicznej.
Nazwę Borowa wprowadzono urzędowo w 1949 roku, zastępując poprzednią niemiecką nazwę Schwarzer-Berg. Pomimo tego w niektórych publikacjach, mapach czy przewodnikach można spotkać się z nazwą Czarna, Góra Czarna lub Wielka Czarna.
Szczyt zaliczany jest do Korony Sudetów, Korony Sudetów Polskich oraz Korony Gór Dolnego Śląska. Do Korony Gór Polski zaliczony został pobliski Chełmiec, który podczas ustalania Korony uważany był za wyższy, ze względu na to, że instrumenty pomiarowe umieszczono na wieży widokowej.

## Przyroda
Przeważa głównie monokultura świerkowa, co doprowadziło do zubożenia środowiska glebowego i jego znacznego zakwaszenia. Przez to gęstość runa leśnego i skład florystyczny, przy wysokim stopniu zwarcia drzew, są obecnie bardzo ubogie. Dlatego od kilku lat prowadzona jest na tym terenie gospodarka leśna mająca na celu sukcesywną przebudowę drzewostanu leśnego. Na południowych zboczach, na miejscu dawnych wyrębów, wyrosła tyczkowina brzozowa.
W 1998 roku utworzono Park Krajobrazowy Sudetów Wałbrzyskich, który swoim zasięgiem objął masyw Borowej.

## Turystyka
Do wczesnych lat dziewięćdziesiątych na szczycie była polana, skąd przybyli turyści mogli podziwiać panoramę. Niestety wraz z upływem lat polana zarosła, a podziwianie widoków stało się niemożliwe.
W 2017 na szczycie wzniesiono ponad 16-metrową konstrukcję wieży widokowej ze stali, drewna i betonu. Otwarcie nastąpiło 14 grudnia 2017 r.
Oprócz tego do dyspozycji turysty oddano drewnianą wiatę turystyczna, ławki, stojaki na rowery oraz tablice informacyjne.

## Szlaki turystyczne
Wałbrzych Główny – Borowa– Przełęcz pod Borową – Przełęcz Kozia – Platforma Widokowa pod Drużyną – Przełęcz Szybka
 Rozdroże pod Dłużyną – Przełęcz Szybka – Kamieńsk – Przełęcz Kozia – Ścieżka przez mękę – Borowa – Rozdroże ptasie – Kamionka – Rozdroże nad Starym Glinikiem – Glinik Stary (pętla autobusowa)